# Aspidostemon synandra
Aspidostemon synandra är en lagerväxtart som beskrevs av J.G. Rohwer. Aspidostemon synandra ingår i släktet Aspidostemon och familjen lagerväxter. Inga underarter finns listade i Catalogue of Life.